# Нишкань
Нишканы (рум. Nișcani, Нишканы) — село в Каларашском районе Молдавии. Относится к сёлам, не образующим коммуну.

## География
Село расположено на высоте 208 метров над уровнем моря.

## Население
По данным переписи населения 2004 года, в селе Нишкань проживает 1854 человека (914 мужчин, 940 женщин).
Этнический состав села:
| Национальность | Число жителей | Процентный состав |
| -------------- | ------------- | ----------------- |
| молдаване      | 1792          | 96.66             |
| румыны         | 52            | 2.8               |
| украинцы       | 5             | 0.27              |
| русские        | 5             | 0.27              |
| Всего          | 1854          | 100 %             |

## Известные уроженцы
- Стратан, Павел (род. 1970) — молдавский певец, отец Клеопатры Стратан.